# HK AG-C/EGLM附加型榴彈發射器
HK AG-C/GLM（AG；EGLM，全寫：Enhanced Grenade Launcher Module，意為：增強附加型榴弹发射器模組）是一款由德国武器生產公司黑克勒&科赫所設計和生產的單發式40毫米附加型榴弹发射器，發射40×46毫米低速榴彈。
其設計概念上主要是下掛於AR-15系列突击步枪，包括M16、CAR-15、M4/A1、加拿大柯爾特（前身為迪瑪科）的C7、C8和同一間公司推出的HK416、HK417。它最初的設計來源是HK AG36，設計上就是要下掛於槍管以下、彈匣以前。AG-C/EGLM有著其獨立的瞄準系統，亦可附加到步槍上，因此榴彈發射器和步槍兩方面的瞄準具全無牽鍵。它亦有著其獨立版本的衍生型。

## 設計特色

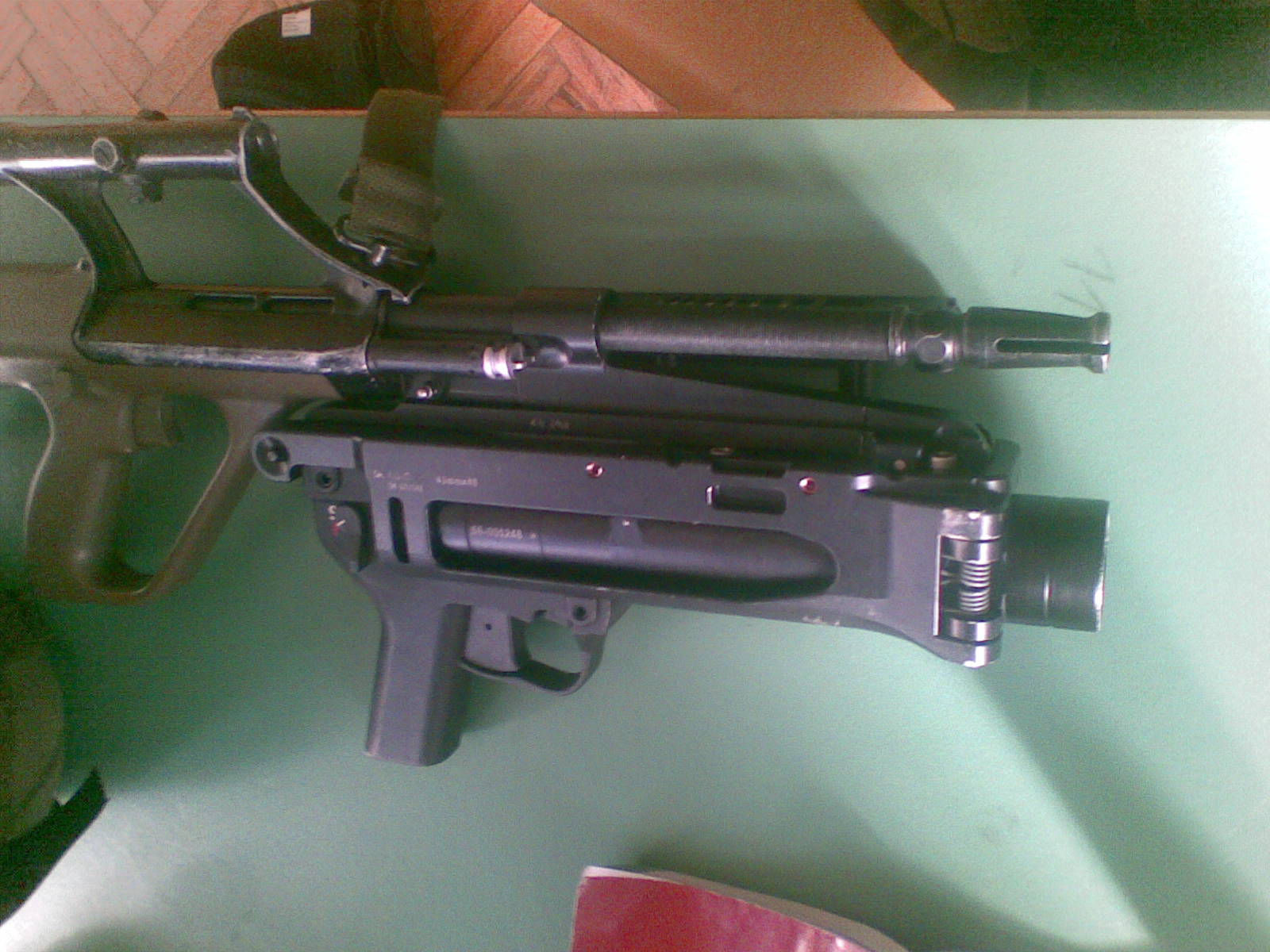
下掛於斯泰爾AUG A1突击步枪的HK AG-C/EGLM。

與HK AG36一樣，HK AG-C/EGLM幾乎能夠發射所有的40×46毫米低速榴彈，而且不會影響步槍的精度或其操作系統。
HK AG-C/EGLM是一具單發式武器，有著與HK AG36設計相同的橫向型中折式裝填型槍管、左邊側式後膛、連著手動保險槓桿和一支手槍握把的扳機護環、折疊型立式標尺及準星型瞄準具、最大距離（400公尺，437.45碼，1,312.34英尺）和皮卡汀尼導軌。
由於其模塊化設計，因此HK AG-C/EGLM本身亦可以很容易被用以下掛於其他步槍以下。

## 衍生型

### AG-NL

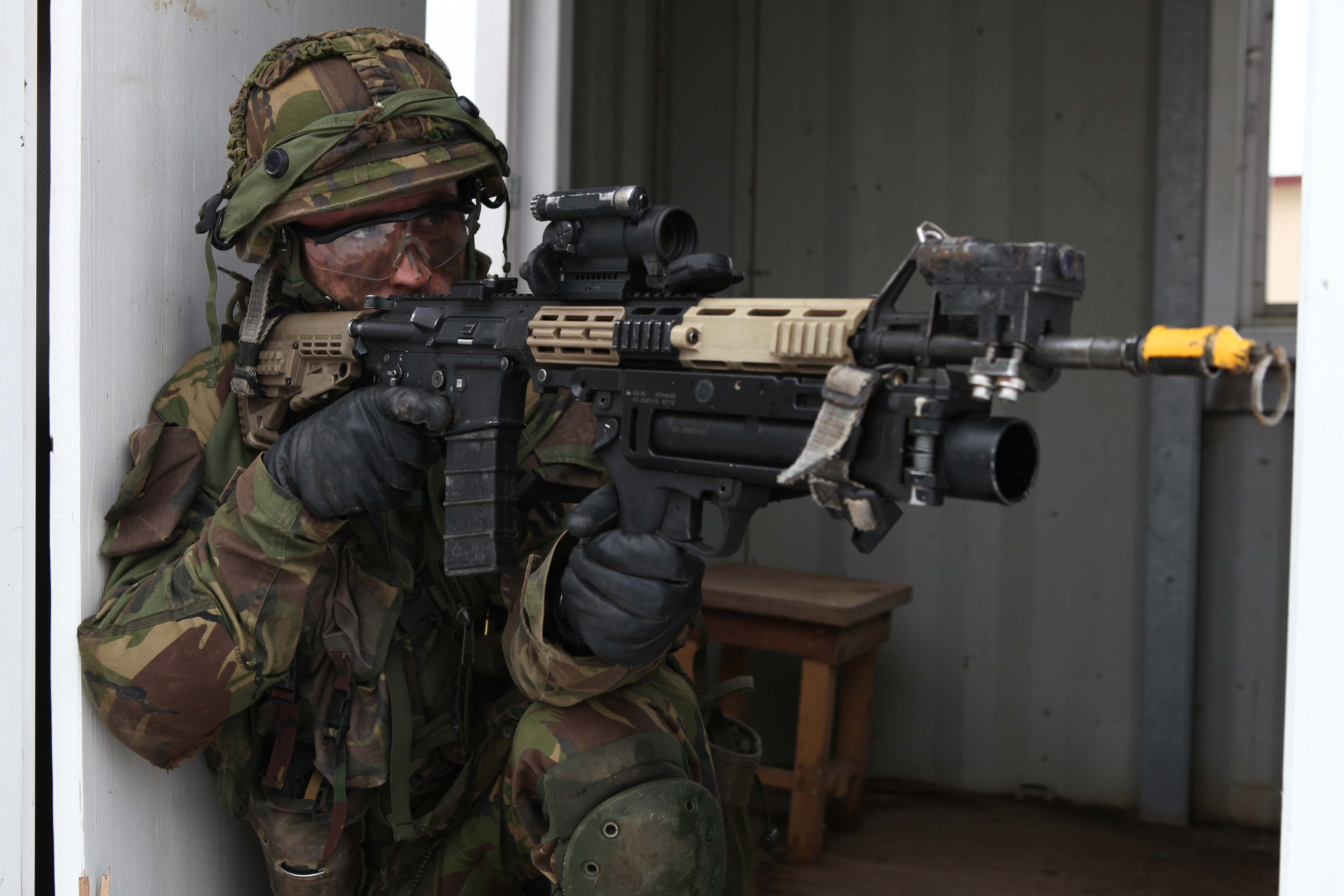
下掛於荷蘭C7步枪的AG-NL UGL。

分別是下掛於荷蘭皇家陸軍的制式步槍C7突擊步槍及C8卡賓槍。

### M320
M320榴彈發射器模組（英語：M320 Grenade Launcher Module，GLM）是為了取代過去的幾十年裡一直是在美國陸軍中的服役的M203榴彈發射器，但M320下掛於槍管底下，AG36則安裝在護木下。

## 使用國
- 加拿大
- 爱沙尼亚
- 马来西亚
- 墨西哥
- 荷蘭：使用其衍生型設計的AG-NL亦下掛於加拿大柯爾特（前身為迪瑪科）的C7、C8兩枝突击步枪。
- 挪威：下掛於HK416、迪瑪科SFW兩枝突击步枪。
- 波蘭：可裝上HK416的AG-HK416被兩個特種部隊（行動應變及機動組和第1特別突擊兵團）所採用。
- 英国：被命名為UGL（L17A1和L17A2），分別是下掛於C8 SFW／L119A1卡賓槍和SA80／L85A2突击步枪。（页面存档备份，存于）

## 外部連結
- （英文）—H&K官方網頁（页面存档备份，存于）
- （英文）—H&K美國官方網頁（軍方）
- （英文）—Heckler & Koch :: Product Overview—GLM（页面存档备份，存于）
- （英文）—HKPRO—AG36（页面存档备份，存于）
- （英文）—Modern Firearms—AG36 / AG-C / EGLM / XM320 grenade launcher（页面存档备份，存于）
- （英文）—Heckler & Koch AG36 / AG-C / EGLM / XM320（页面存档备份，存于）
- （英文）—weaponsystems.net－AG36（页面存档备份，存于）
- （简体中文）—D Boy Gun World（槍炮世界）—AG36／AG-C EGLM榴弹发射器（页面存档备份，存于）
- （繁體中文）—Civilian Gunner—H&K AG36（页面存档备份，存于）